# Mexcala inopinata
Espèce
Mexcala inopinata est une espèce d'araignées aranéomorphes de la famille des Salticidae.

## Distribution
Cette espèce est endémique d'Ouganda,.

## Description
La carapace du mâle holotype mesure 3,1 mm de long sur 2,3 mm et l'abdomen 3,2 mm de long sur 1,8 mm et la carapace des femelles de 3,2 à 3,5 mm de long sur de 2,3 à 2,4 mm et l'abdomen de 3,8 à 4,0 mm de long sur de 1,9 à 2,1 mm.

## Systématique et taxinomie
Cette espèce a été décrite par Wiśniewski et Wesołowska en 2024.

## Publication originale
- Wiśniewski & Wesołowska, 2024 : « Jumping spiders (Salticidae) of Uganda – revised list, new species and distributional data. » European Journal of Taxonomy, vol. 952, p. 1-171 (texte intégral).